# Toyota Highlander
La Toyota Highlander è un'autovettura compact prodotta dalla casa automobilistica giapponese Toyota dal 2000.
Della vettura sono state prodotte cinque generazioni. In Australia e in Giappone viene chiamata Toyota Kluger (in giapponese: トヨタ・クルーガー, Toyota Kurūgā) ed è stata venduta nel mercato nipponico fino al 2009.
Presentata nell'aprile 2000 al salone di New York, è arrivato alla fine del 2000 sul mercato giapponese e nel gennaio 2001 in Nord America. L'Highlander è la controparte crossover del più fuoristradistico Toyota 4Runner. 
In Giappone e in Australia a causa di allestimento della Hyundai Terracan con nome omonimo, la Toyota impossibilitata ad utilizzare il nome Highlander, ha chiamato il veicolo Toyota Kluger in questi mercati. Il nome deriva dalla parola tedesca klug, che significa intelligente ("Kluger", scritto in tedesco con un Ü invece di una U, significa "qualcuno che è più intelligente di un altro").
Nel 2007 ne è stata presentata la seconda generazione, nel 2014 la terza e poi nel 2019 la quarta.
Dal 2020 è in vendita anche sul mercato Europeo dove rappresenta l'ammiraglia SUV della Toyota.